# Nicolas de Verdun

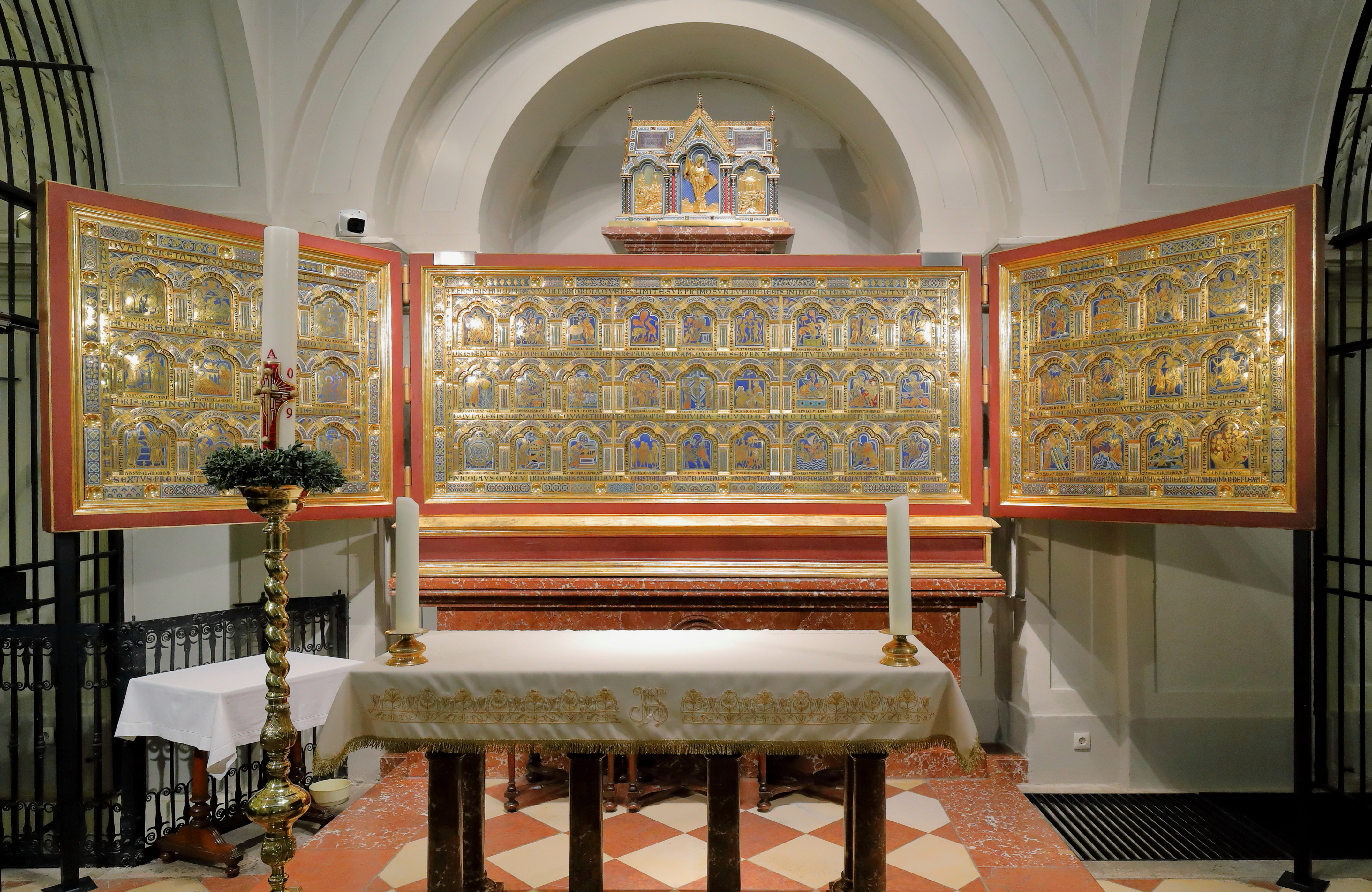
Altar em Klosterneuburg

Nicolas de Verdun (1130 – 1205) foi um ourives da França. 
Foi considerado o principal ourives e esmaltador de sua geração e seu estilo foi influente na consolidação da estética naturalista do Alto Gótico. Suas obras principais são o Relicário dos Reis Magos na Catedral de Colônia e o Altar de Klosterneuburg.